# 아레나넷
아레나넷(ArenaNet)은 미국의 게임 개발 업체이다. 2000년 설립되었다. 길드워 개발사로 잘 알려져있으며 현재 엔씨소프트의 자회사이자 미국 현지 개발사로 길드워2를 개발하고 있다.